# A Place To Call My Own
«A Place To Call My Own» (en castellano: «Un Lugar Para Llamarlo Mío») es una canción de poca duración, incluida en el primer álbum del grupo inglés de rock progresivo Genesis, llamado From Genesis to Revelation, un álbum conceptual del año 1969.
La canción está construida en dos partes: en la primera, Peter Gabriel canta seis versos con un acompañamiento de piano; la melodía está particularmente bien diseñada y es conmovedora. Una vez finalizada, comienzan los violines y las trompetas, junto con el bajo, la guitarra, y la batería, conformando la segunda parte instrumental, que se desvanece poco a poco hasta el final de la canción.
Suena como si hubiera sido unida en el último minuto para darle un final a la historia conceptual del álbum, que ha sido dejada de lado en varias canciones. Las líneas en la letra "Ahora estoy llegando al final de mi viaje dentro de su útero y creo que he encontrado un lugar para llamarlo mío" parecen indicar eso.
Gabriel y el guitarrista Anthony Phillips parecen tropezar con una melodía consistente pero lamentablemente no tuvieron la oportunidad de desarrollarla por completo. No ha sido interpretada en vivo, y no existe ninguna otra versión de la canción, excepto por la que se encuentra en este álbum.
- Datos: Q5654197